# Megopis cephalotes
Megopis cephalotes är en skalbaggsart som först beskrevs av Bates 1875.  Megopis cephalotes ingår i släktet Megopis och familjen långhorningar.
Artens utbredningsområde är Burma. Inga underarter finns listade i Catalogue of Life.